# 知識 (雜誌)
《知識》（英語：upknowledge），又稱《知識》雜誌，是2010年在香港創刊的青少年校園雜誌，每期發行量超過40,000本，售價18港元，逢每月十五日出版，亦是香港第一本青少年校園文摘，旨在為香港青少年提供知識性、趣味性、可讀性的優秀文章，擴闊視野，增長才幹，主要對象為學生、老師及教育界人士，並於VanGO及OK便利店、各大書報攤出售。自稱每期推出多個中學生的熱門話題，並從幾百種刊物（包括海峽兩岸四地的成百上千家報刊雜誌）中精選文章，又推薦知識性、趣味性的文章，以青少年感興趣的內容為主，包括家庭情感、青少年關注的人物故事、校園生活、時尚潮流、文化新風、傳統典故、時事、政治、經濟、社會內容、自然科學及人文科學發展的最新成果等。
《知識》又提供平台展露學生們的藝術才華，專門開闢欄目，鼓勵學生踴躍投稿，通過不同媒介反映校園和家庭的人、事、物，藉以抒發內心情感，促進青少年間感情交融。每期適量刊載不同學校學生的優秀作文、書畫、攝影作品、漫畫等不同類型的作品，編排圖文並茂。

## 政治傾向
《知識》聲稱「致力於中華文化傳承，又促進香港青少年對祖國文化和身份的認同，增強國民意識。」與香港一般左派的口吻雷同。而雜誌的不少人物均有著親中背景，如雜誌顧問當中就有不少人屬於建制派，而雜誌的總編輯劉偉忠同時都是另一本專門講述中國和香港政治的左派刊物紫荊雜誌的總編輯。

## 工作團隊
《知識》的工作團隊年輕、有活力、對工作充滿熱誠，而主編是資深傳媒工作者，有豐富的新聞採寫經驗；其他的編輯和記者都是「80後」，貼近潮流，樂於與青少年朋友接觸和溝通。